# Caenocryptus virgeus
Caenocryptus virgeus là một loài tò vò trong họ Ichneumonidae.